# Diego Fernando Vázquez
Diego Vázquez (* Limpio, Paraguay, 18 de febrero de 1992) es un futbolista paraguayo, juega de delantero y su actual equipo es el Mushuc Runa Sporting Club de la Segunda División de Ecuador.

## Trayectoria
Diego inició su carrera como futbolista en las divisiones menores de Sol de América desde el año 2012 juega en Primera división y en el 2015 pasa a Imbabura SC donde logra su mejor momento de su carrera siendo el goleador del equipo con 12 goles.

## Clubes
| Club                      | País     | Año           |
| ------------------------- | -------- | ------------- |
| Sol de América            | Paraguay | 2012 - 2014   |
| Imbabura SC               | Ecuador  | 2015          |
| Manta FC                  | Ecuador  | 2016          |
| Club General Díaz         | Paraguay | 2016          |
| Mushuc Runa Sporting Club | Ecuador  | 2017-presente |